# Reszki (województwo pomorskie)
Reszki (dodatkowa nazwa w j. kaszub. Reszczi; niem. Resche, Reschken (podczas zaboru pruskiego)) – wieś kaszubska w Polsce położona w województwie pomorskim, w powiecie wejherowskim, w gminie Wejherowo. Leży na obszarze Trójmiejskiego Parku Krajobrazowego.
W latach 1975–1998 miejscowość położona była w województwie gdańskim.
Inne miejscowości o nazwie Reszki: Reszki.
Pierwsza historyczna wzmianka o wsi pochodzi z roku 1600. Nazwa Reszki wywodzi się od nazwisk chłopskich, takich jak Reske, Resk, Reszkie, którzy posiadali w tym miejscu największe gospodarstwa.
Ludność miejscowości w latach:
- 2006 – 124 mieszkańców
- 2012 – 111 mieszkańców
- 2014 – 117 mieszkańców
- 2021 – 134 mieszkańców[7]
- 2023 – 134 mieszkańców[1]